# 雷维利亚鲁斯
雷维利亚鲁斯，是西班牙卡斯蒂利亚-莱昂布尔戈斯省的一个市镇。总面积17平方公里，总人口177人（2001年），人口密度10人/平方公里。